# Suore francescane di Nostra Signora delle Vittorie
Le Suore Francescane di Nostra Signora delle Vittorie (in portoghese Irmãs Franciscanas de Nossa Senhora das Victórias) sono un istituto religioso femminile di diritto pontificio: le suore di questa congregazione pospongono al loro nome la sigla I.F.N.S.V.

## Storia
La congregazione venne fondata da Mary Jane Wilson (1840-1916): nata in India da una famiglia inglese di fede anglicana, nel 1873 si convertì al cattolicesimo; iniziò a lavorare come infermiera e nel 1881  si stabilì a Funchal, sull'isola di Madera.
Insieme a una compagna, Amélia Amaro de Sá, formò una compagnia di religiose infermiere per l'assistenza ai degenti negli ospedali e nel 1891 la comunità venne riconosciuta da Agostinho Barreto, vescovo di Funchal.
La congregazione, aggregata all'Ordine dei Frati Minori dal 21 novembre 1940, ricevette il pontificio decreto di lode il 30 aprile 1959 e le sue costituzioni vennero approvate definitivamente dalla Santa Sede il 18 maggio 1967.

## Attività e diffusione
Le religiose si dedicano all'istruzione e all'educazione cristiana della gioventù e alla cura dei malati.
Il segno distintivo delle suore dell'istituto è una catenina alla quale è sospesa una medaglia in metallo bianco a forma di croce recante sul recto l'effigie di Nostra Signora delle Vittorie e sul verso il motto Charitas vinculum perfectionis.
Sono presenti in Europa (Italia, Portogallo), in Africa (Angola, Repubblica Democratica del Congo, Mozambico, Sudafrica, Tanzania), in Asia (Filippine, India, Timor Est) e in Brasile; la sede generalizia è a Sacavém.
Alla fine del 2008 la congregazione contava 418 religiose in 64 case.